# Lim Bo Seng
Lim Bo Seng, né le 27 avril 1909 à Nan Ann, dans le Fujian (Chine) et mort sous la torture le 29 juin 1944 à Ipoh (Malaisie), est un résistant chinois de Malaisie britannique (Malaya) engagé dans la lutte contre les Japonais. 

## Biographie
Il est le premier fils parmi les onze enfants de Lim Chee Gee, homme d’affaires dirigeant une biscuiterie et une briqueterie.
Il quitta la Chine pour Singapour à l’âge de 16 ans et étudia à la Raffles Institution. Il poursuivit ses études à l’Université de Hong Kong en 1929. C’est là qu’au décès de son père il prit la suite de ce dernier dans les affaires. Il épousa en 1930 Gan Choo Neo, une Chinoise de Malaisie britannique, un mariage d’amour rare pour l’époque.
Dès la fin des années 1930, il participe dans des activités anti-japonaises à Singapour. Devant l’arrivée des Japonais au sud de la Péninsule malaise en décembre 1941, il forme un Comité de liaison chinois qu’il met à la disposition des autorités britanniques. À la demande du gouverneur Sir Shenton Thomas, il organise un Conseil de mobilisation des Chinois d’outre-mer et rassemble 10 000 hommes qui seront chargés d’exploiter les services publics essentiels et de construire des défenses sur le pourtour de l’île.

## Résistance et action clandestine
Il échappe à la capture par les Japonais, juste avant la chute de Singapour et rejoint l’Inde via Sumatra. Il y est recruté par les services spéciaux britanniques et suit un entraînement aux techniques de renseignement et d’action clandestine dans les environs de Bombay (aujourd’hui Mumbay).
Début décembre 1942, il part en Chine à Chungking, capitale de guerre de Chiang Kai-shek, où il recrute des équipes de volontaires Chinois d’outre-mer, membres du Kuomintang pour la plupart, notamment originaires de Malaya, destinés à suivre le même entraînement que lui, avant leur infiltration dans la Péninsule malaise.
Ces équipes constitueront la Force 136. Sous le nom de code de Tan Choon Lim, il convoie le premier contingent de recrues (10 membres) vers l’Inde, où il est accueilli à Calcutta par le colonel Basil Goodfellow, chef des forces spéciales britanniques.

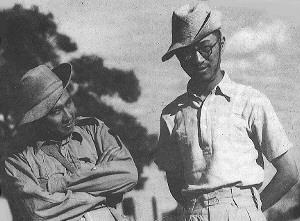
Tan Chong Tee et Lim Bo Seng (à droite) durant l'entraînement de la Force 136 en Inde.

Transféré à Pune (Poona), le groupe est pris en charge par deux officiers britanniques, membres du SOE, les capitaines John Davies et Richard Broome. Les recrues suivront, sous le commandement des deux officiers, un entraînement intensif de trois mois dans un fort des environs.
Une première équipe commandée par le capitaine Davies est infiltrée par sous-marin en Malaisie (au large de Pangkor) dans le cadre de l’Opération Gustavus. Lim Bo Seng accompagne ses camarades à l'embarquement dans le sous-marin à Colombo (Ceylan). Le débarquement a lieu le 24 mai 1943 et l’équipe fait la liaison avec les membres de la MPAJA (Malayan People Anti-Japanese Army), organisation de guérilla d’obédience communiste, dirigée par Chin Peng, avec laquelle les Britanniques souhaitent passer un accord. Une deuxième équipe commandée par le capitaine Broome débarque le 2 août et rejoint la première qui avait totalement perdu le contact.
Lim Bo Seng débarque à son tour le 2 novembre 1943 et est escorté vers le camp de jungle de la Force 136 dans les environs de Bukit Bidor (à 50 km au sud d'Ipoh). Il restructure l’organisation et les activités de ses équipes dans les villes de Lumut, Tapah et Ipoh. 
Les négociations avec la MPAJA sont difficiles. Chin Peng exige la présence aux pourparlers d'un agent de liaison chinois. C'est Lim Bo Seng qui jouera ce rôle. Négocié avec les officiers du SOE, un accord de coopération mutuelle (Joint Action Agreement) est finalement signé fin décembre 1943 avec la MPAJA de Chin Peng. Cette dernière fournira, entre autres, approvisionnement et protection des camps.
Lim Bo Seng semble un temps tiraillé entre son allégeance envers les Britanniques et la solidarité avec les Chinois anti-Japonais locaux. Il n'eut pas le temps d'apaiser les querelles internes entre Chinois de son équipe, ni les frustrations de ses compatriotes par rapport aux officiers britanniques, ni, enfin, les réticences des Chinois du Kuomintang à l'égard de ceux de la MPAJA. 
Des guérillas de la MPAJA, capturés et torturés par les Japonais, avaient déjà mis ces derniers sur la piste des agents de liaison chinois implantés dans les villes. Trahis par un membre du réseau, Lim Bo Seng et d’autres résistants sont arrêtés par les Japonais le 27 mars 1944. Interrogé durement par la Kenpeitai du colonel Satoru Onishi, torturé, laissé sans soins, Lim Bo Seng finit par mourir le 29 juin 1944 à la prison de Batu Gajah (10 km au sud d'Ipoh), sans avoir jamais rien cédé ni avoué.

## Reconnaissance et honneurs

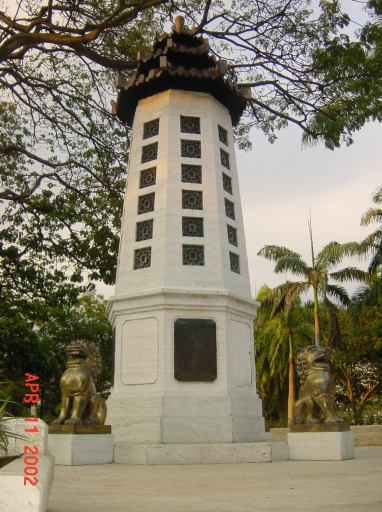
Monument à Lim Bo Seng à Singapour sur Esplanade Park.

D'abord inhumée en Malaisie continentale (dans l'enceinte de la prison où il décéda), sa dépouille est transférée à Singapour par les Britanniques le 13 janvier 1946 ; elle y est reçue avec les honneurs militaires devant une foule innombrable. L'inhumation définitive a lieu sur une colline surplombant le MacRitchie Reservoir. Son éloge funèbre est prononcé par son compagnon d'armes, le capitaine Richard Broome.
Lim Bo Seng a été fait colonel à titre posthume par le gouvernement nationaliste chinois, en février 1946.
Un mémorial rappelant son sacrifice a été érigé sur Esplanade Park, attenant au Padang, et dévoilé le 29 juin 1954. Bo Seng est, depuis lors, célébré comme un héros national à Singapour.
Une avenue de Singapour, située au sud du MacRitchie Reservoir, porte son nom.

## Source
- (en) Cet article est partiellement ou en totalité issu de l’article de Wikipédia en anglais intitulé « Lim Bo Seng » (voir la liste des auteurs).